# Plaine de Pierrelaye-Bessancourt

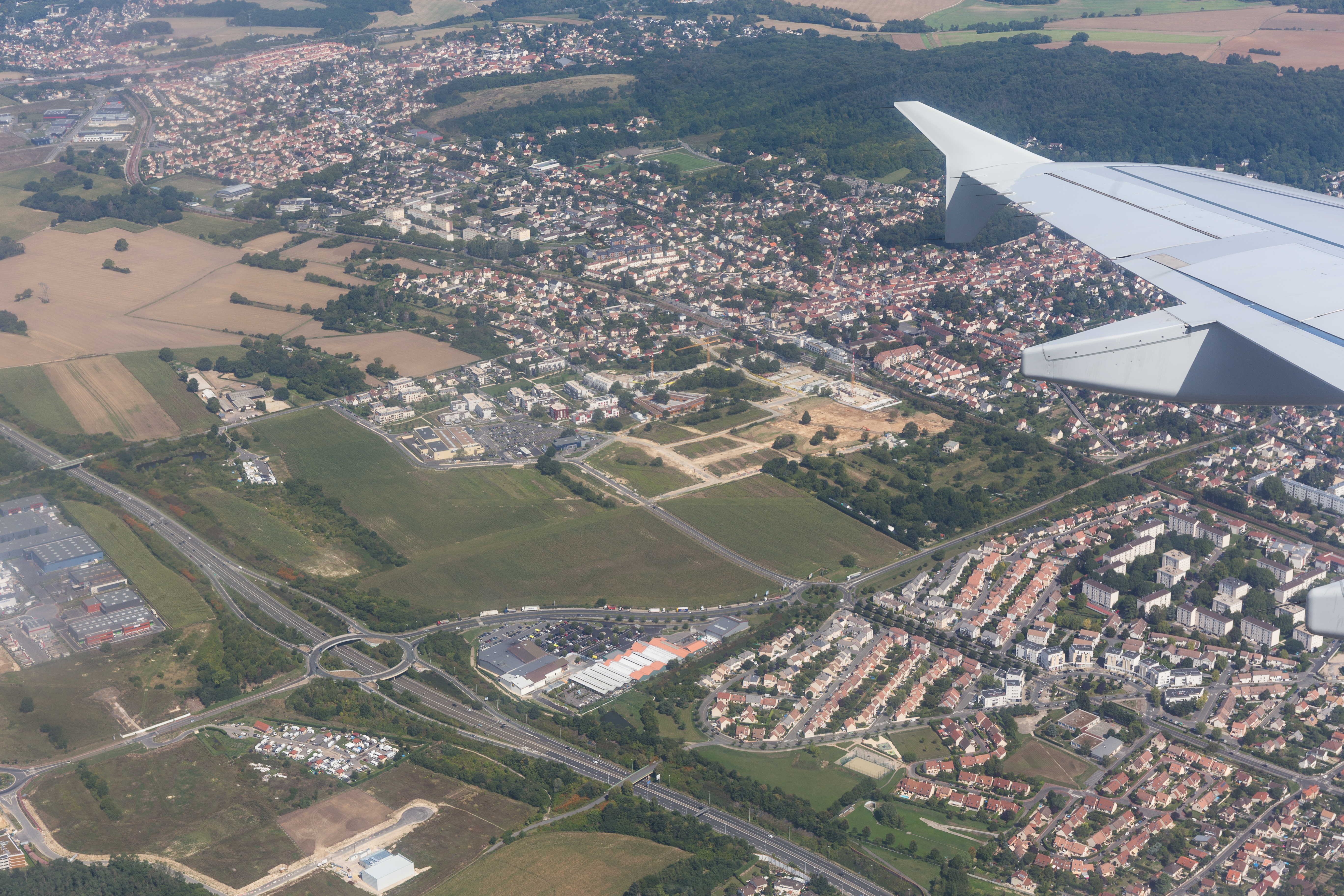
Vue aérienne de Bessancourt.

La plaine de Pierrelaye-Bessancourt est une ancienne plaine agricole de maraichage de 2 000 hectares située dans le département du Val-d'Oise, au Nord-ouest de Paris. Elle représente depuis le début du XXIe siècle un des problèmes sanitaires de l'Île-de-France en raison de sa forte contamination en éléments et traces métalliques, issus de l'épandage des eaux usées des égouts parisiens. Elle a été intégrée au projet du Grand Paris dans l'optique de créer une zone forestière d'ici 2020. Le reboisement concerne 1 340 hectares, qui seront pour l'ONF « un laboratoire à ciel ouvert ».

## Histoire de la plaine
Cette zone a, durant plus d'un siècle, servi de zone d’épandage pour les eaux usées brutes de la ville de Paris, avant la construction des premières stations d'épuration, et plus particulièrement dans ce cas la station d'épuration Seine Aval (à Achères) mise en service en 1940. Le but de ces épandages était double, il s'agissait dans un premier temps d'épurer les eaux urbaines tout en apportant des fertilisants à la plaine maraichère, et plus tard de se débarrasser des grands volumes d'eaux que la station d'Achères ne pouvait traiter,. 
Le 28 juillet 1999 une importante contamination de la plaine a amené le ministère de l'emploi et de la solidarité, le ministère de l'agriculture et de la pêche et le ministère de l'aménagement du territoire et de l'environnement à publier un arrêté suspendant la mise sur le marché de cultures légumières et de plantes aromatiques. À la suite de cela les terrains agricoles ont été dévolus à différentes autres productions agricoles à destination non alimentaire. 
Le Siecuep, Syndicat intercommunal pour l'étude d'une charte d'urbanisme et d'environnement sur la plaine, réunit depuis 1999 Bessancourt, Frépillon, Herblay, Méry-sur-Oise, Pierrelaye, Saint-Ouen-l'Aumône, six villes bientôt rejointes par Taverny.

## Géographie
Cette immense plaine s'inscrit dans un enchaînement de territoires urbanisés et détonne dans le paysage par l'interruption de cette urbanisation. Elle occupe une portion des plateaux entourés par la Seine et l'Oise et bordés au nord-est par la butte de Montmorency.
La plaine est traversée par deux ruisseaux affluents de l'Oise : le ru du Liesse et le ru du fond des Aulnes au nord-ouest[réf. nécessaire].
Enfin la plaine se découpe en deux terrasses successives de part et d'autre d'un bois. L'une autour de la ville Pierrelaye atteint 60m d'altitude, la seconde borde la commune de Bessancourt à une altitude de 75 m environ.
D'un point de vue administratif, la plaine s'étend sur sept communes : Bessancourt, Frépillon, Herblay, Méry-sur-Oise, Pierrelaye, Saint-Ouen-l'Aumône et Taverny.

## Problématiques de la Plaine de Pierrelaye

### Contamination
La zone d'épandage de Pierrelaye-Bessancourt a servi pendant plus d'un siècle de zone de réception des eaux usées brutes de la ville de Paris, sur plus de 1200 hectares. Une étude de 2001 estime que les sols épandus auraient pu accumuler  8.1 kg.ha-1 de cadmium et 1621 kg.ha-1 de zinc. 
En 2000, les produits maraîchers sont interdits à l'alimentation humaine. Cependant, une vingtaine d'agriculteurs cultive toujours, sur 600 ha, du colza, du blé et du maïs, destinés à l'alimentation animale.

#### Études
Des études de la plaine de Pierrelaye et de sa contamination sont menées depuis les années 2000 en collaboration entre l'INRA de Versailles, l'Université Pierre et Marie Curie, l'institut Mines Paris-Tech, ainsi que l'INRA d'Orléans et le CEA.
En 2004 le bilan de l'étude EPANDAGRI menée par l'INRA de Versailles-Grignon concluait à une forte accumulation en matières organiques et en micropolluants métalliques (plomb, zinc, cuivre et cadmium principalement) ainsi que le caractère hydromorphique des sols. Une autre conclusion de cette étude mettait en avant le stockage des contaminants en profondeur dans les sols de la plaine.
En 2010, une étude menée sur 8 ans par Mines Paris-Tech porte sur l'évaluation du risque de mobilité des métaux, passant par une compréhension du fonctionnement des sols de la plaine. Cette étude a révélé qu'un arrêt de l'irrigation de la plaine aurait pour conséquence une déstabilisation des phases porteuses des métaux dans les sols ce qui conduirait à une libération des métaux. Cette étude met également en avant la présence d'antibiotique dans les sols de la plaine, pour finir sur une mise en garde concernant la remobilisation des éléments contaminants à plus ou moins longue échéance, notamment pouvant atteindre les eaux de surface ou souterraines.
En 2018, une étude portant sur le cadmium, le cuivre, le plomb et le zinc conclut que « La présence de plomb dans les sols superficiels a été mise en évidence et ce à des teneurs supérieures aux valeurs repères », exposant à des risques de saturnisme. Cependant, aucun cas n'a encore été signalé, et le taux de plombémie n'est pas plus élevée qu'ailleurs.
Les 1 340 hectares de boisement prévus seront pour l'ONF « un laboratoire à ciel ouvert » où pourront être observés les effets du dérèglement climatique (la forêt naissante a connu « d'emblée deux ans de sécheresse puis deux de pluies ») et le comportement d'espèces comme des hêtres de Turquie ou des chênes pubescents de la Méditerranée et du Languedoc testés sur ce site où l'ONF anticipe un climat futur « plus méditerranéen qu'océanique ».

### Problèmes sociaux
Les plus gros problèmes liés à la plaine n'étant ni habitable, ni exploitable, sont les dépôts sauvages ainsi que la présence de gens du voyage dans des conditions d'insalubrité et occupant les lieux illégalement, ce qui est à l'origine de nombreuses tensions locales.

#### Risques pour les gens du voyage
Malgré les interdictions en cours liées à la contamination de la plaine, une population de gens du voyage est présente sur le territoire depuis plus d'un siècle, cependant illégalement installée, pour un nombre estimé entre 1300 et 1600 caravanes actuellement stationnées en permanence .

## Réhabilitation de la plaine: projet du Grand Paris
À la suite de ces études et du projet du Grand Paris, un projet d’aménagement de la plaine a vu le jour géré par le SMAPP (syndicat mixte de la plaine de Pierrelaye-Bessancourt). Ce projet consiste à l'implantation d'une forêt.
Ainsi, le 23 mars 2017, le contrat d'intérêt national (CIN) des Franges de la plaine de Pierrelaye a été signé avec pour objectifs de créer un espace naturel grâce à l'implantation d'une forêt mais aussi des projets d'aménagement via l’accueil d'habitations en lisière de forêt au nombre de 8000 à 10 000 logements entre 2015 et 2030.  
Un million d'arbres devraient être plantés sur une surface de 1350 hectares répartis sur les sept communes allant de Méry-sur-Oise à Herblay ainsi que Saint-Ouen-l'Aumône. Ceci sera mis en place en utilisant les 370 ha de forêt déjà existants sur la plaine et la plantation de 600 ha de forêt, sur une dizaine d'années. Ce projet comprend aussi 90 km de chemins, de clairières, d'aires de stationnement pour cet espace de loisir. La concrétisation du projet passant par une phase d'enquête publique de trois mois démarrée en janvier 2018. Ce projet prévoit l'implantation d'un million d'arbres pour 2020 et la maturité de la forêt d'ici 2050 sur 1300 hectares situés sur la plaine pour un coût estimé à 85 M€. 
Comme les aiguilles des conifères risquent d'acidifier les sols, seuls des feuillus seront plantés. Parmi les essences plantées, on trouve le tilleul, le chêne, le marronnier, le charme, le merisier ou le hêtre,. 29 ou 30 espèces d'arbres différentes doivent être plantées, en plus de 18 espèces d'arbustes. L'ONF souhaite une forêt diversifiée « adaptée à son environnement local » et « résistante dans un contexte de changement climatique », qui prenne en compte la composition des sols et les interactions entre essences.
Cependant, la plaine et ses 2 000 hectares compte 6 000 parcelles appartenant à 55 % à 4 000 propriétaires privés. Certaines parcelles aux propriétaires non identifiés entraînent un long et fastidieux travail de recherche des propriétaires ou de leurs descendants afin de procéder soit à une vente à l'amiable soit à une expropriation. Les propriétaires des parcelles seront indemnisés à la suite de la déclaration d'utilité publique (DUP).  L'enquête d'utilité publique a lieu entre le 5 juin et le 5 juillet 2019. Le commissaire rend un avis favorable sans aucune réserve au début de novembre, dernière étape avant la DUP. Celle-ci doit être ensuite signée par le préfet du Val-d'Oise. Le premier arbre est planté symboliquement le 25 novembre 2019. À la suite de la sécheresse de l'été 2020, les deux tiers des arbres ont survécu. La fin de la phase de plantation est prévue en 2029.
Les propriétaires, menacés d'expropriation à la suite de l'arrêté préfectoral de déclaration d'utilité publique, ont choisi de faire dons de leurs terres aux personnes de la communauté du voyage y logeant, qui en deviennent ainsi propriétaires légaux et construisent des habitations en dur, interdites suivant le code de l'urbanisme. Un amendement proposé par Alain Richard a été voté permettant à la Safer d’empêcher ces donations,.    
Quant aux agriculteurs encore présents sur la plaine, cultivant des céréales pour l'alimentation animale, ils ne bénéficient plus depuis 2017 de la fourniture en eau du Siaap, ni des aides financières de la région.
Le projet ne prévoit pas la dépollution : les métaux lourds et métalloÏdes toxiques, non biodégradables, y resteront donc, mais du chaulage doit avoir lieu tous les dix ans afin de diminuer l'acidité des sols.
Des espaces de stationnement, ainsi que 90 km de chemins dans la forêt sont prévus, afin de permettre aux résidents des zones urbanisées alentour de profiter de l'aménagement. 
Ce projet comprend aussi des solutions de relogement des gens du voyage installés sur la zone.[évasif]
En 2022, le syndicat mixte d’aménagement de la plaine de Pierrelaye décide de nommer la future forêt « forêt de Maubuisson », en référence au domaine de Maubuisson. Le maire de Pierrelaye s'y oppose, souhaitant que la forêt porte le nom de sa commune. En 2022, la plantation d'arbres se poursuit. Un défi à la plantation des arbres est la lutte contre les décharges sauvages. Le syndicat continue l'achat à l'amiable ou les procédures d'expropriations de toutes les parcelles de terrain qui composent la future forêt.

### Financement du projet
Le projet, de plus de 80 millions d'euros ne sera pas financé par l'État, mais en partie par la ville de Paris.
Une partie du financement provient du fait que les gérants de la plaine devraient accepter sur les terrains les remblais issus de la construction du futur métro du Grand Paris.